# ويليام وليامز (جراح)
ويليام وليامز (بالإنجليزية: William Williams)‏ (و. 1832 – 1900 م) هو جراح، وطبيب بيطري من ويلز، والمملكة المتحدة لبريطانيا العظمى وأيرلندا، كان عضوًا في الجمعية الملكية لإدنبرة، توفي عن عمر يناهز 68 عاماً.

## التعليم
تعلم في جامعة إدنبرة.

## جوائز
حصل على جوائز منها:
- قائد الفنون والآداب (17 يناير 2013)[5]
- جائزة المنافسة العامة  [لغات أخرى]‏ (1946)